# Tumulus von Toul-Prieu

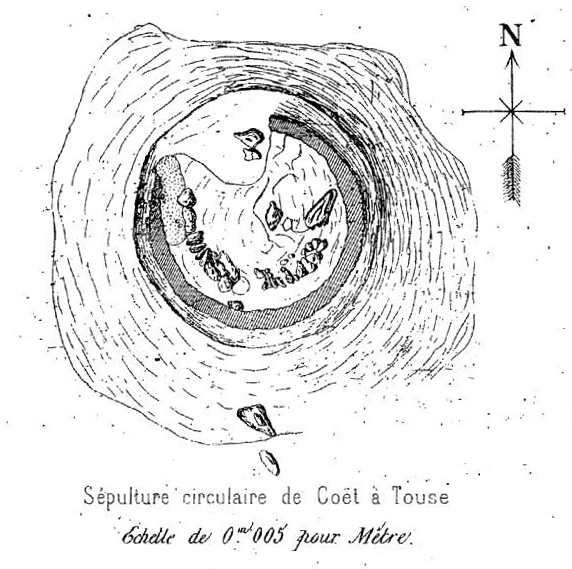
Plan des Tumulus von 1892

Der Tumulus von Toul-Prieu (auch Sépulture circulaire de Toul-Prieu oder Toulprieu genannt) ist ein Rundgrab im Wald bei Coët-à-Tous, westlich der Straße D186, im Norden von Carnac im Département Morbihan in der Bretagne in Frankreich.

## Beschreibung
Der Tumulus ist ein neolithischer Rundhügel von etwa 17,0 m Durchmesser und 1,75 m Höhe. Im Inneren des Hügels liegt ein konzentrischer Doppelkreis aus Steinplatten von 8,75 und 7,25 m Durchmesser.
Der Hügel wurde im späten 19. Jahrhundert ausgegraben und restauriert. Die Ausgrabungen erbrachten Tonscherben und Steinwerkzeuge. Der Archäologe James Miln (gest. 1881) verpflichtete sich, die 2. Ausgrabung von 1878 zu dokumentieren. Diese erbrachte neue Tonscherben und Steinwerkzeuge (einschließlich eines Schabers und einer Säge aus Feuerstein) sowie Urnen.
Der Tumulus ist seit 1929 als Monument historique eingestuft.